# Ausschließliche Zuständigkeit (Europäische Union)
Ausschließliche Zuständigkeit bedeutet im Recht der Europäischen Union eine der Union in den Verträgen für einen bestimmten Bereich nach dem Prinzip der begrenzten Einzelermächtigung ausschließlich übertragene Kompetenz, gesetzgeberisch tätig zu werden und verbindliche Rechtsakte zu erlassen (Art. 2 Abs. 1 HS 1 AEUV). Die Mitgliedstaaten dürfen in Angelegenheiten der ausschließlichen Zuständigkeit nur tätig werden, wenn sie von der Union hierzu ermächtigt werden, oder um Rechtsakte der Union durchzuführen (Art. 2 Abs. 1 HS 2 AEUV).
Gem. Art. 3 Abs. 1 AEUV hat die Union die ausschließliche Zuständigkeit in folgenden Bereichen:
- Europäische Zollunion (Art. 30 bis Art. 32 AEUV),
- Festlegung der für das Funktionieren des Europäischen Binnenmarkts erforderlichen Wettbewerbsregeln (Art. 101 bis Art. 109 AEUV),
- Währungspolitik für die Mitgliedstaaten, deren Währung der Euro ist (Art. 136 bis Art. 138 AEUV),
- Erhaltung der biologischen Meeresschätze im Rahmen der gemeinsamen Fischereipolitik,
- gemeinsame Handelspolitik.

Die Europäische Union hat gemäß Art. 3 Abs. 2 AEUV außerdem die ausschließliche Zuständigkeit für den Abschluss internationaler Übereinkünfte, wenn
- der Abschluss einer solchen Übereinkunft in einem Gesetzgebungsakt der Union vorgesehen ist,
- wenn der Abschluss notwendig ist, damit die Europäische Union ihre interne Zuständigkeit ausüben kann, oder
- soweit der Abschluss in der Europäischen Union bestehende gemeinsame Regeln beeinträchtigen oder deren Tragweite verändern könnte.

Die überwiegenden Zuständigkeiten der Europäischen Union gehören nicht zur ausschließlichen Zuständigkeit, sondern zur geteilten Zuständigkeit der Europäischen Union.
Die ausschließliche Zuständigkeit entspricht der ausschließlichen Gesetzgebung im deutschen Grundgesetz.